# Feuerwehr Dresden
Die Feuerwehr Dresden besteht aus der Berufsfeuerwehr und den Freiwilligen Feuerwehren der sächsischen Landeshauptstadt Dresden. Sie unterstehen organisatorisch dem Brand- und Katastrophenschutzamt der Landeshauptstadt. Das Aufgabenspektrum der Dresdner Feuerwehr umfasst den vorbeugenden und abwehrenden Brandschutz, die Sicherstellung des Rettungsdienstes, die technische Hilfeleistung, den Katastrophenschutz sowie den Betrieb der Integrierten Regionalleitstelle Dresden.
Die Berufsfeuerwehr unterhält fünf innenstadtnahe Feuer- und Rettungswachen, deren Ausrückebereiche das gesamte Dresdner Stadtgebiet abdecken. Zusätzlich bestehen 21 Stadtteilfeuerwehren der Freiwilligen Feuerwehr, deren Einsatzgebiet sich rings um das Zentrum, vor allem auf dem Gebiet der Vororte, erstreckt. Der Stadtfeuerwehrverband ist die Interessenvertretung der Feuerwehren. Die Nachwuchsförderung erfolgt durch die 20 Jugendfeuerwehren und zwei Kinderfeuerwehren. Eine davon im Stadtteil Bühlau und eine andere im Stadtteil Gorbitz.
Zusätzlich zu den Standorten der Feuerwehr Dresden bestehen diverse unabhängige Werk- und Betriebsfeuerwehren, wie die Werkfeuerwehr Flughafen Dresden am Flughafen Dresden oder die Betriebsfeuerwehr an der Technischen Universität.

## Geschichte
Im Jahr 1558 wurde in Dresden die erste Brandordnung erlassen, welche unter anderem für die Quartiere der Stadt zuständige Viertelsmeister ernannte. Diese waren für die Koordination des Löschens von Bränden verantwortlich. Mit der Feuerordnung von 1686 wurden erstmals eine Ausbildung und regelmäßige Übung für Bürger im Brandlöscheinsatz vorgeschrieben sowie eine regelmäßige Überprüfung von Feuerstätten und Brandmauern.
Die erste organisierte Feuerwehr (freiwillige Turner-Feuerwehr) entstand im Jahr 1863 in Dresden. Deren Kommandant Gustav Ritz wurde 1866 als städtischer Branddirektor angestellt. Auf sein Bestreben erfolgte im Jahr 1868 die Gründung eines ständigen Berufsfeuerwehrcorps, um einen adäquaten Brandschutz für die damals knapp 160.000 Einwohner der Großstadt zu gewährleisten.
Ende des 19. Jahrhunderts gab es zwei Hauptwachen – die Hauptwache Altstadt in der Annenstraße und die Hauptwache Neustadt in der Louisenstraße – sowie fünf Nebenwachen. Der Brand der Kreuzkirche im Februar 1897 zeigte jedoch deutliche Defizite bei der Brandbekämpfung auf. So wurden in den Folgejahren mehrere dampfbetriebene Kraftspritzen beschafft.
Im Zuge der Motorisierung der Dresdner Feuerwehr ab 1914 wurden im Jahr 1916 die letzten pferdebespannten Geräte-, Spritzen- und Mannschaftswagen außer Betrieb genommen. Noch bis 1922 waren Pferde für Hilfsdienste im Einsatz.
Die Feuerwehren in der NS-Zeit wurden ab 1938 Feuerschutzpolizei genannt, bereits ab dem Jahr 1933 hießen die Berufsfeuerwehren Feuerlöschpolizei. Die ab 1940 gelieferten Wagen waren im Tannengrün (RAL 6009) der Polizei lackiert. Im Mai 1939 stand Dresden mit knapp 630.000 Einwohnern auf Rang 8 der Liste der größten deutschen Städte, wobei Wien mit berücksichtigt ist. Nun bestanden insgesamt fünf Wachen der Feuerschutzpolizei mit eigenen Löschzügen.
Beim Brand der Alten Synagoge in der Nacht vom 9. auf den 10. November 1938 verhinderte die Feuerwehr lediglich das Übergreifen des Feuers auf andere Gebäude. Die beiden Davidsterne, die man fälschlich für echt golden hielt, nahmen Polizei und Feuerwehr an sich. Der Feuerwehrmann Alfred Neugebauer nahm wenig später den Davidstern aus der Feuerwache mit und versteckte ihn, sodass dieser das NS-Regime und den Zweiten Weltkrieg überstand und später wieder an die jüdische Gemeinde Dresdens übergeben werden konnte.
Bei den Luftangriffen vom 13. und 14. Februar 1945 wurde ein Großteil der Löschgeräte zerstört und 107 Feuerwehrleute getötet.
Nach Kriegsende musste die Feuerwehr neu aufgebaut werden. Mit dem zur Verfügung stehenden Material wurde der Dienst in vier Feuerwachen aufgenommen. Im Februar 1998 wurde die Feuer- und Rettungswache Übigau als erster Neubau seit dem Jahr 1916 eröffnet.
Im Oktober 2012 wurde der Neubau der Feuer- und Rettungswache 5 eröffnet. Diese wurde auf einer Brachfläche zwischen der Strehlener Straße und der Bahntrasse errichtet. Neben einer modernen Feuer- und Rettungswache entstand hier auch das Brandschutzerziehungszentrum.
In diesen Zeitraum fällt auch die Inbetriebnahme der Branddirektion an der Scharfenberger Straße in Dresden-Übigau. Das Gebäude umfasst die Büros der einzelnen Fachabteilungen und ist Sitz der Amtsleitung. Im Obergeschoss des Direktionsgebäudes befindet sich die Integrierte Regionalleitstelle Dresden. Deren Leitstellenbereich umfasst neben der Landeshauptstadt Dresden auch den Landkreis Meißen sowie den Landkreis Sächsische Schweiz/Osterzgebirge.

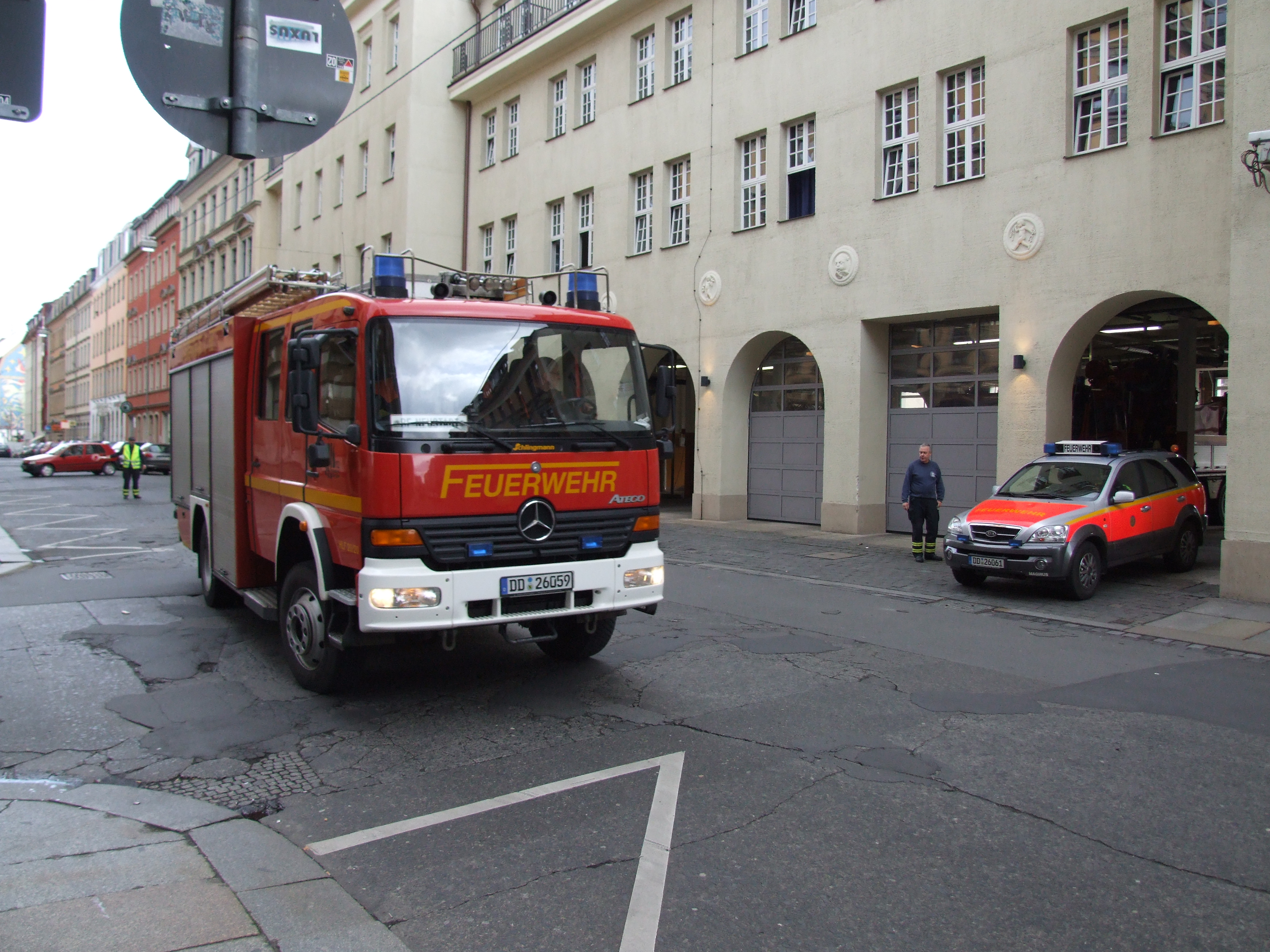
Ausrücken aus der damaligen Feuerwache Neustadt (2008) – Der offene Torbogen, aus dem das Löschfahrzeug kam, weist mehrere Kratzspuren auf.

Im April 2016 wurde nach zweijähriger Bauzeit die neue Feuer- und Rettungswache 1 in der Albertstadt als Ersatz für die zu klein gewordene Feuerwache Dresden-Neustadt in Betrieb genommen. Neben der Sanierung der denkmalgeschützten Kaserne Magazinstraße 1 entstand eine moderne Fahrzeughalle. Auf dem Gelände befindet sich außerdem das Ausbildungs- und Trainingszentrum der Feuerwehr Dresden. Die denkmalgeschützte, in den Jahren 1912 bis 1916 errichtete Feuerwache Dresden-Neustadt in der Louisenstraße wird durch den Rettungsdienst weitergenutzt.
Dresden war ebenfalls Veranstaltungsort diverse Messen und Fachtage zum Thema Brandschutz. So fand 1880 in Dresden der 11. Deutsche Feuerwehrtag statt, und 1935 die „Der Rote Hahn“ (heute Interschutz). Der internationale CTIF-Kongress kam 1984 nach Dresden. Im Jahr 1997 fand die erste Messe Florian – Fachmesse für Feuerwehr, Rettungswesen, Brand- und Katastrophenschutz in Dresden statt. Nachdem sie 2006 und 2014 wieder in Dresden war, findet sie seit 2016 jährlich in der Messe Dresden statt.
Unter der Führung der Feuerwehr ist in Dresden die 24. Medizinische Task Force des Bundes stationiert. Neben den Leistungserbringern des Rettungsdienstes, dem Deutschen Roten Kreuz, und dem Malteser Hilfsdienst, wirkt auch die Johanniter Unfallhilfe, sowie Falck A/S (ehemals G.A.R.D) mit.

## Feuer- und Rettungswachen der Berufsfeuerwehr

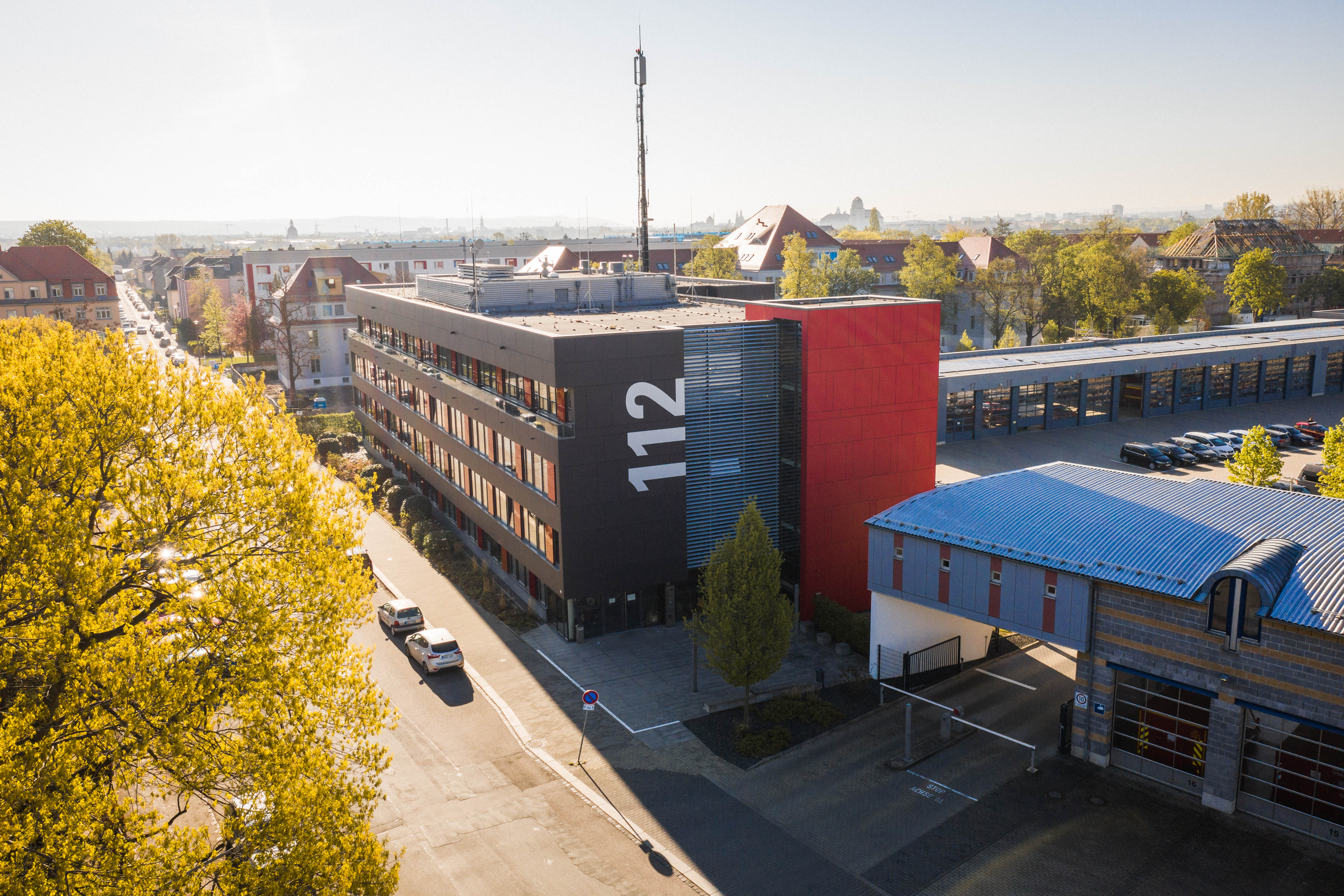
Luftaufnahme der Branddirektion und der Integrierten Regionalleitstelle in Dresden-Übigau
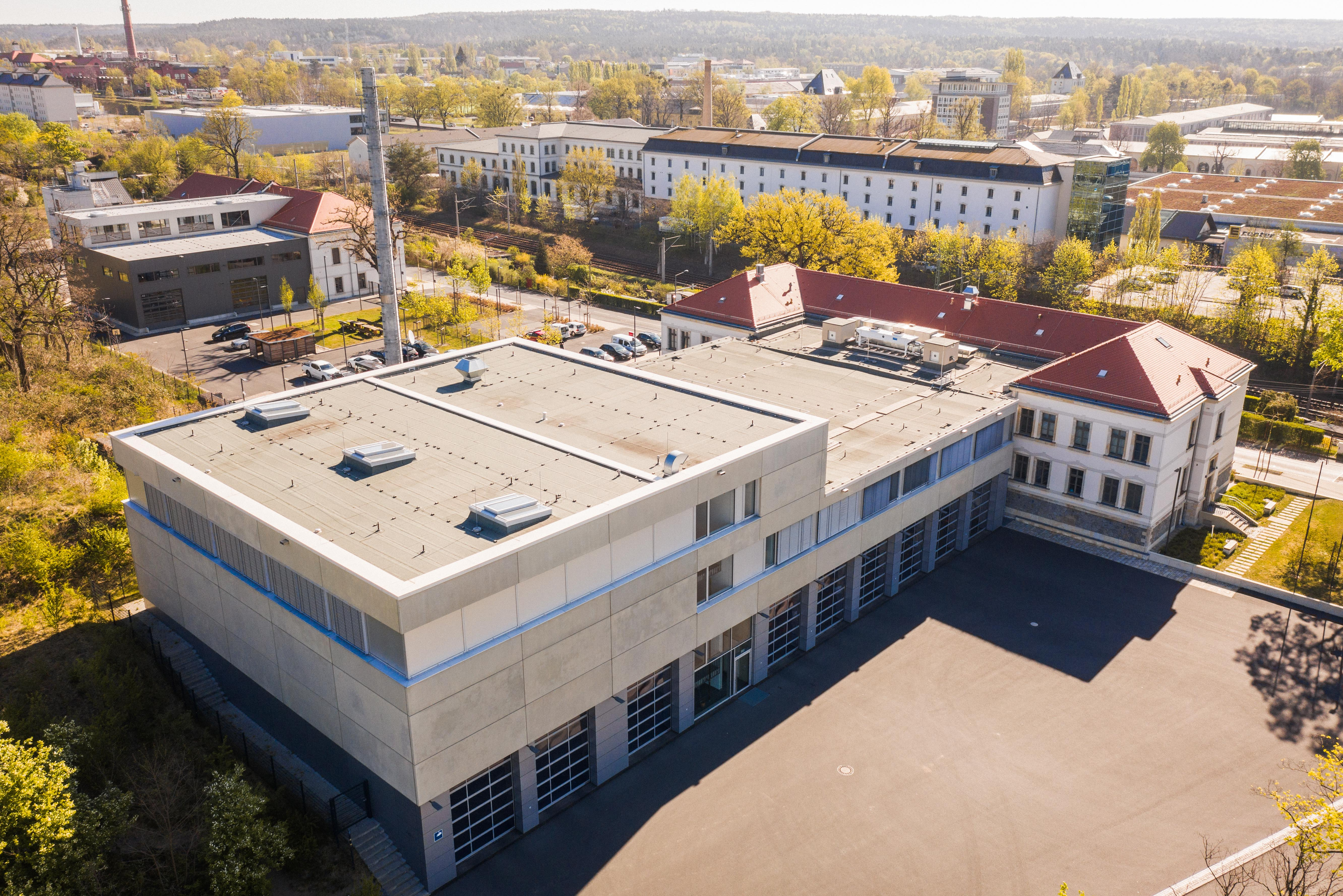
Luftaufnahme der Feuer- und Rettungswache 1 in Dresden-Albertstadt
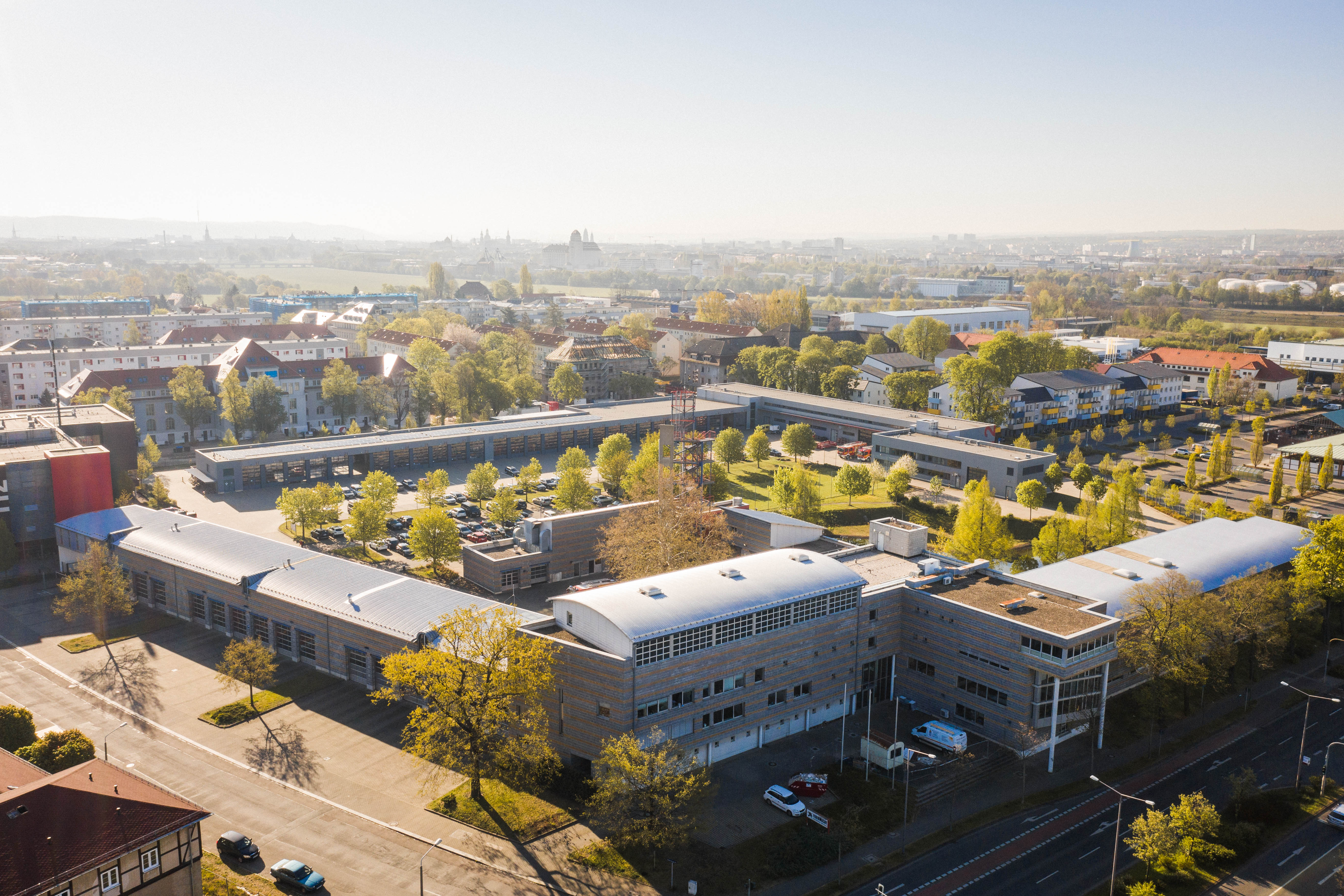
Luftaufnahme der Feuer- und Rettungswache 2 in Dresden-Übigau
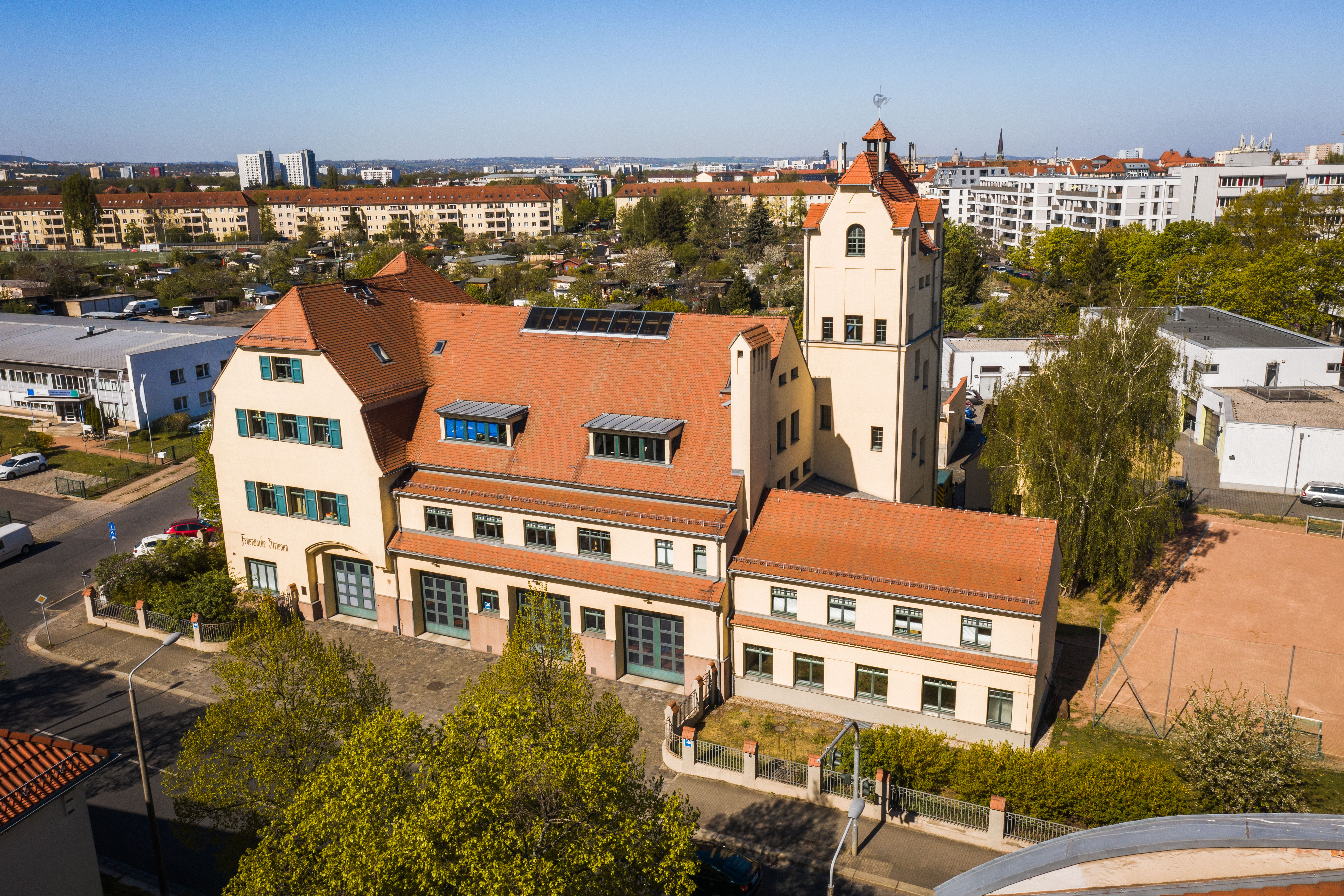
Luftaufnahme der Feuer- und Rettungswache 3 in Dresden-Striesen
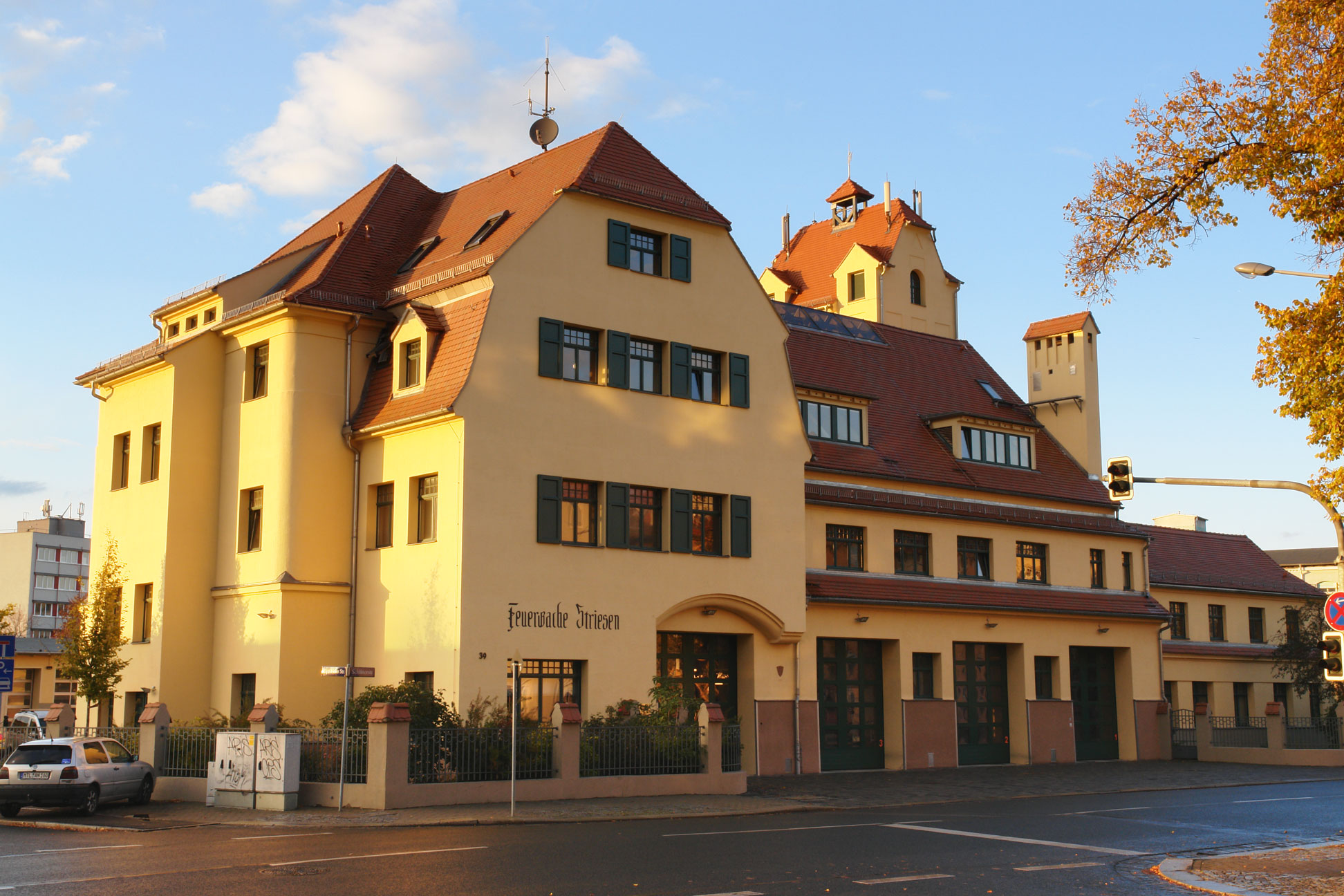
Feuerwache Striesen, von Hans Erlwein entworfen
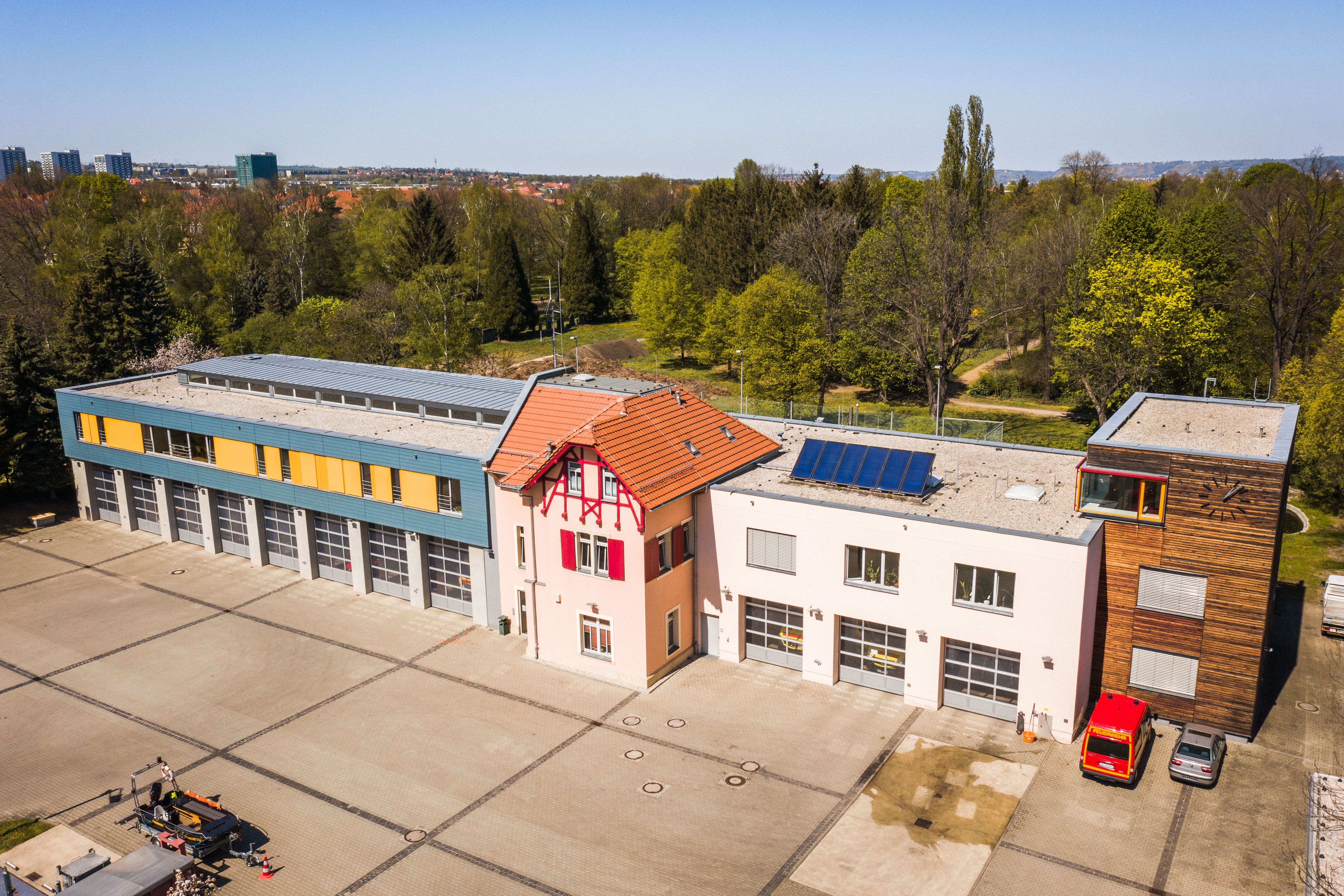
Luftaufnahme der Feuer- und Rettungswache 4 in Dresden-Löbtau
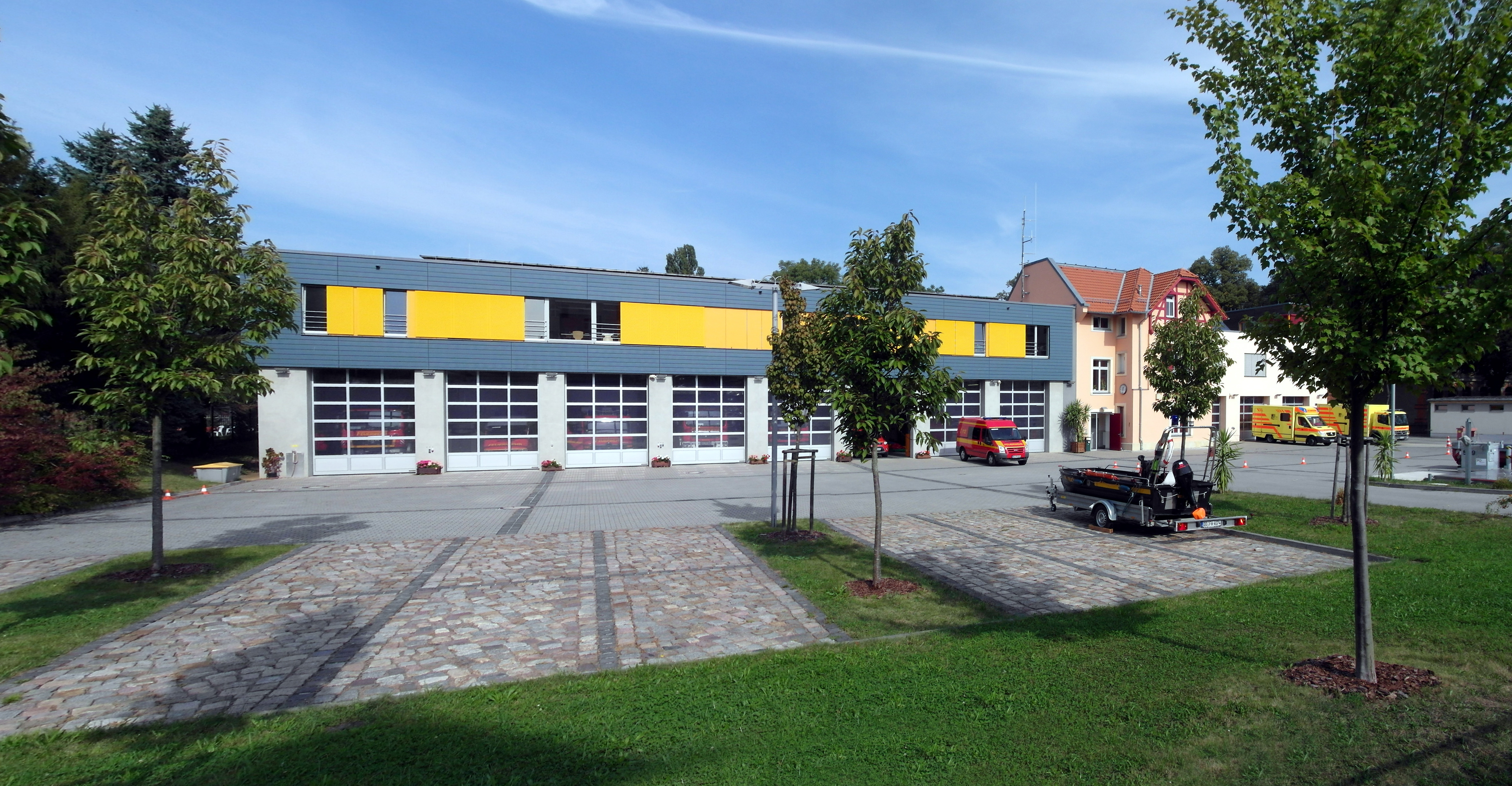
Feuer- und Rettungswache Dresden-Löbtau
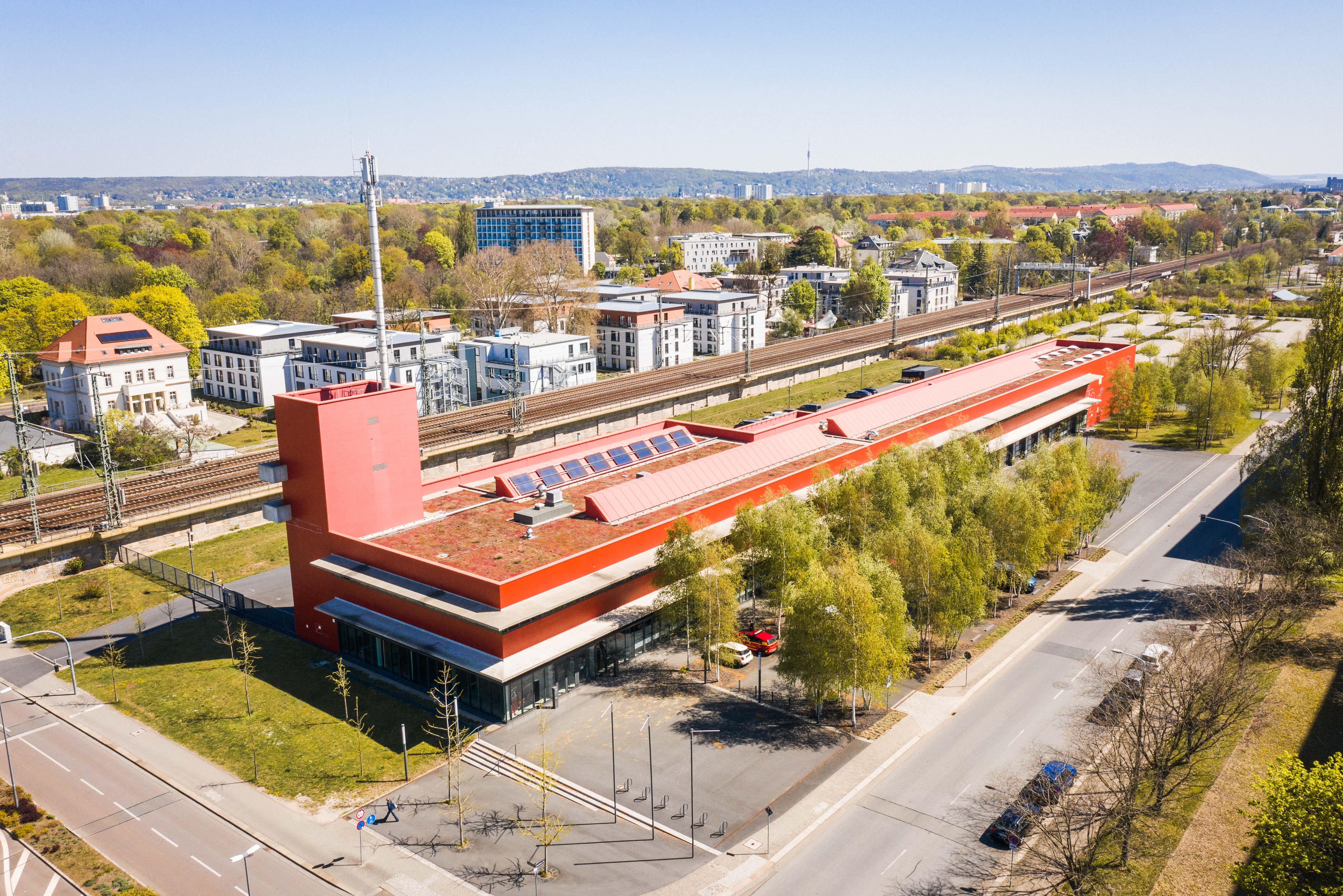
Luftaufnahme der Feuer- und Rettungswache 5 in Dresden-Altstadt
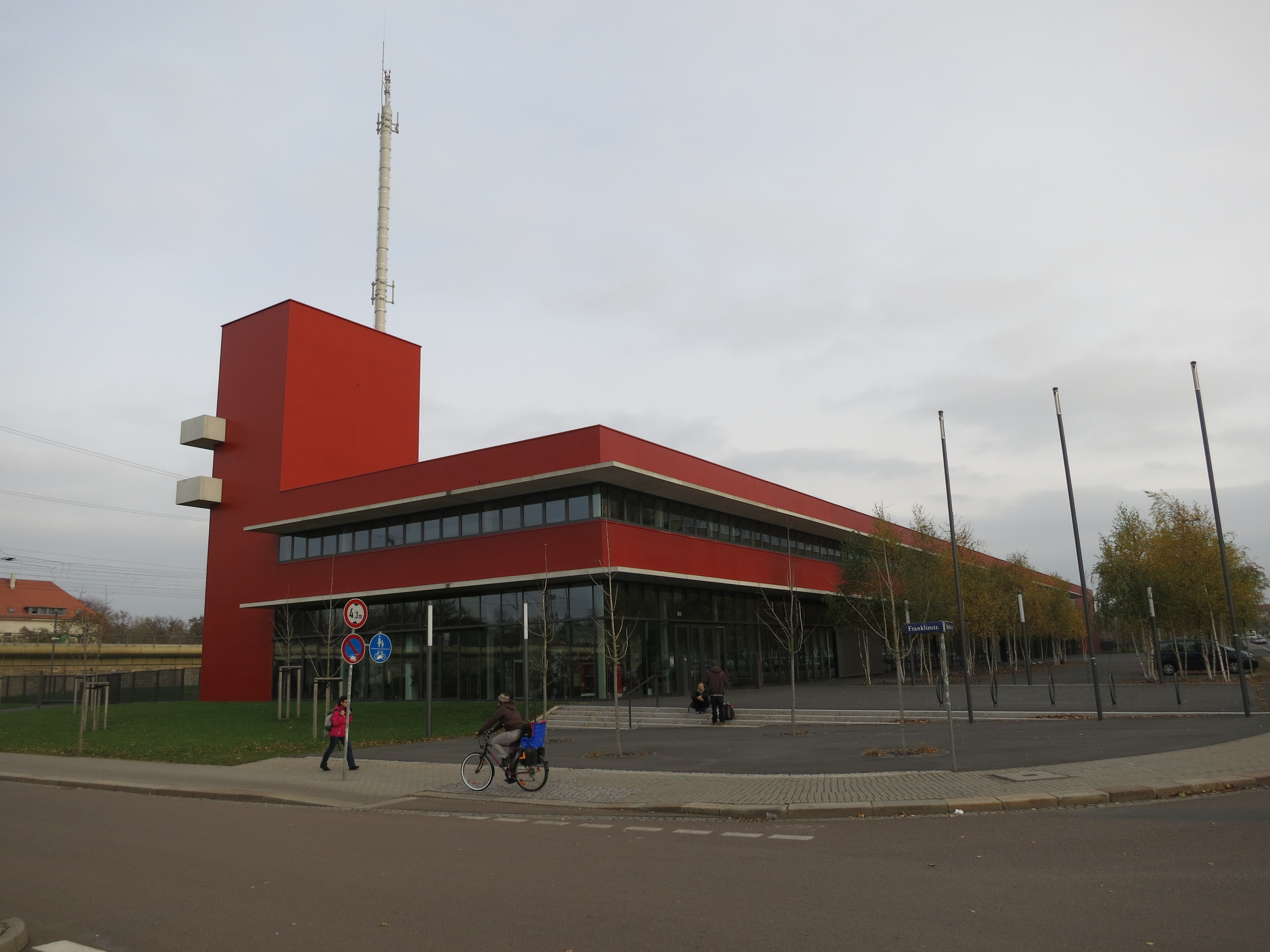
Feuer- und Rettungswache Altstadt

Feuerwachen
| Wache             | 1 Albertstadt                                                                      | 2 Übigau | 3 Striesen                                                                                               | 4 Löbtau                                                                                                 | 5 Altstadt |
| ----------------- | ---------------------------------------------------------------------------------- | --- | --- | --- | --- |
| Standort          | Magazinstraße/Fabricestraße (ehemals als Feuerwache Neustadt in der Louisenstraße) | Washingtonstraße 59 (angrenzend befindet sich das Brand- und Katastrophenschutzamt auf der Scharfenberger Straße 47) | Schlüterstraße 39                                                                                        | Clara-Zetkin-Straße 24                                                                                   | Strehlener Straße 23 (Standort des Brandschutzerziehungszentrums) |
| Dresdner Löschzug | - KdoW C-Dienst - HLF 10 - DL(A)K 23/12 - HLF 20                                   | - KdoW C-Dienst - HLF 10 - DL(A)K 23/12 - HLF 20 | - KdoW C-Dienst - HLF 10 - DL(A)K 23/12 - HLF 20                                                         | - KdoW C-Dienst - HLF 20 - DL(A)K 23/12                                                                  | - KdoW C-Dienst - HLF 10 - DL(A)K 23/12 - HLF 20 |
| Sonderfahrzeuge   | - RW-Kran - Unfallhilfsfahrzeug (UHF)                                              | - ELW-U - ELW 2 - KdoW A-Dienst - GW-Tier - GW-L - WLF (4×) mit diversen Abrollbehältern: - AB-Mulde (4×) - AB-Pritsche - AB-Pumpen - AB-Atemschutz - AB-KatS - AB-Umweltschutz - AB-Universal 1 - AB-Universal 2 - AB-Ölwehr/Löschwasserrückhaltung - AB-Ölsperre - AB-Schaummittel - AB-Dekon Feuerwehr - AB-Dekon Zivil - MZF (6×) - MTF (9×) - RTW-I (Rettungswagen für Einsätze infektiösen Patienten) - RTW-MANV (5×) (Rettungswagen für den Transport von Patienten mit Transportpriorität bei einem Massenanfall von Verletzten) | - GW-L - WLF - AB-Schlauch - AB-SOLM - AB-Rüst - RTW Neonat (Rettungswagen für neonatologische Einsätze) | - GW-Öl - GW-ÖL (Reserve) - GW-HRD - WLF - AB-Strab - RTW-Ü (Rettungswagen für übergewichtige Patienten) | - ELW OrgL RD - ELW B-Dienst - WLF - AB-MANV/Rettung - AB-Sonder - AB-Mulde - ITW (Fahrzeug für den Transport von intensivmedizinpflichtiger Patienten) - RTW-MANV (5×) (Rettungswagen für den Transport von Patienten mit Transportpriorität bei einem Massenanfall von Verletzten) - GW-BEZ (Gerätewagen Brandschutzerziehung) |

Die Landeshauptstadt Dresden hat als Träger des Rettungsdienstes die damit verbundenen Rechte und Pflichten dem Brand- und Katastrophenschutzamt 37 übertragen. Die Berufsfeuerwehr nimmt gemeinsam mit den Leistungserbringern im Rettungsdienst die Notfallrettung im Bereich der kreisfreien Stadt Dresden wahr. Neben der Feuerwehr sind das Deutsche Rote Kreuz und der Malteser Hilfsdienst an der Notfallrettung beteiligt. Dafür stehen neben den fünf Feuer- und Rettungswachen weitere Standorte als Rettungswachen zur Verfügung. Nach der Fertigstellung aktueller Bauprojekte verfügt der Rettungsdienst über insgesamt 16 Standorte. Am Standort Löbtau wurde zu Beginn 2022 das HLF 10 außer Dienst gestellt. Grund dafür waren vergleichsweise geringe Einsatzzahlen und ein wachsender Personalbedarf im Rettungsdienst. Das betreffende Personal verteilt sich unter anderem auf den fest besetzten RTW-Ü.

## Stadtteilfeuerwehren (STF) der Freiwilligen Feuerwehr Dresdens
| Freiwillige Feuerwehr (FF) | Gründung        | Fahrzeuge                                                     | Spezialisierung | Link zur offiziellen Präsenz der Stadt Dresden |
| -------------------------- | --------------- | ------------------------------------------------------------- | --- | ---------------------------------------------- |
| STF Brabschütz             | 1929            | LF 10/6; MTF                                                  | - Sandsack-Füllplatz Cossebaude (Leitung) |                                                |
| STF Bühlau                 | 1901            | HLF 20/16; TLF 16/25; MTF                                     | - MANV |                                                |
| STF Cossebaude             | 1923            | HLF 20; MTF; TSF-W                                            | - Wasserwehr |                                                |
| STF Eschdorf               | 1940            | LF 8/6; MZF                                                   | |                                                |
| STF Gompitz                | 1945            | HLF 20; TLF 4000; MTF                                         | |                                                |
| STF Gorbitz                |                 | HLF 20; LF 10, GW-Dekon P; MTF                                | - ABC-Komponente (Umweltschutzzug Dekontamination) - MTF 24 Komponente Dekon Personen/Verletzte - Versorgungszug - Löschwasserförderung über lange Wegstrecken |                                                |
| STF Klotzsche              | 2016 (Standort) | HLF 20; LF 10; TLF 4000; MTF                                  | - Sandsack-Füllplatz Hansastraße (Betrieb) |                                                |
| STF Kaitz                  | 1962            | HLF 10; MTF                                                   | - Kulturschutz |                                                |
| STF Langebrück             | 1894            | LF 10/6; TLF 16/25; MTF                                       | - ABC-Komponente (Messen) |                                                |
| STF Lockwitz               | 1895/1959       | HLF 20/20; TLF 24/50; MTF; GW-Nachschub; GW-Einsatzversorgung | - MANV - Sandsack-Füllplatz - Einsatzverpflegung |                                                |
| STF Mobschatz              | 1919            | LF 10/6; MTF                                                  | |                                                |
| STF Niedersedlitz          | 1884            | HLF 20/20; LF 10; DLA(K)23/12; MZF                            | |                                                |
| STF Ockerwitz              | 1886            | LF 10/6                                                       | - Sandsack-Füllplatz Cossebaude |                                                |
| STF Pappritz               | 2009 (Standort) | LF 10/6; SW 1000; MTF                                         | - Löschwasserförderung über lange Wegstrecken |                                                |
| STF Pillnitz               | 1878            | LF 10/6; DLK 12/9-LF; GW-Sondereinsatz; MTF                   | |                                                |
| STF Rockau                 |                 | MLF                                                           | |                                                |
| STF Schönfeld              |                 | LF 8/6; MTF                                                   | |                                                |
| STF Weißig                 |                 | LF 10/6; TLF 4000; DLA(K) 23/12; MTF                          | - MANV |                                                |
| STF Weixdorf               | 1886            | LF 10/6; DLK 12/9-LF; MTF                                     | |                                                |
| STF Wilschdorf             |                 | HLF 10; MZF                                                   | - Tragkraftspritze - Führungsunterstützung |                                                |
| STF Zaschendorf            |                 | TSF-W                                                         | |                                                |

Durch diese 21 Stadtteilfeuerwehren werden 20 Jugendfeuerwehren betreut, in denen rund 380 Kinder und Jugendlichen organisiert sind. Zudem wird in den Stadtteilen Bühlau und Gorbitz je eine Kinderfeuerwehr geführt.
Der Stadtrat beschloss 2009 im Rahmen der Fortschreibung des Brandschutzbedarfsplans die Zusammenlegung der Stadtteilfeuerwehren Klotzsche und Hellerau (zwei der fünf im Dresdner Norden). Dafür erfolgte im Mai 2015 die Grundsteinlegung für ein neues Feuerwehrhaus. Die Wache 22 wurde im Juni 2016 in Betrieb genommen und bietet Platz für zwei Löschfahrzeuge und ein Mannschaftstransportfahrzeug (MTF) sowie für einen Rettungswagen (RTW) in einem separaten Rettungsdienstbereich. Längerfristig geplant wird eine Zusammenlegung der sechs Feuerwehren im Schönfelder Hochland.

## Internationaler Florianstag und Blaulichtfest

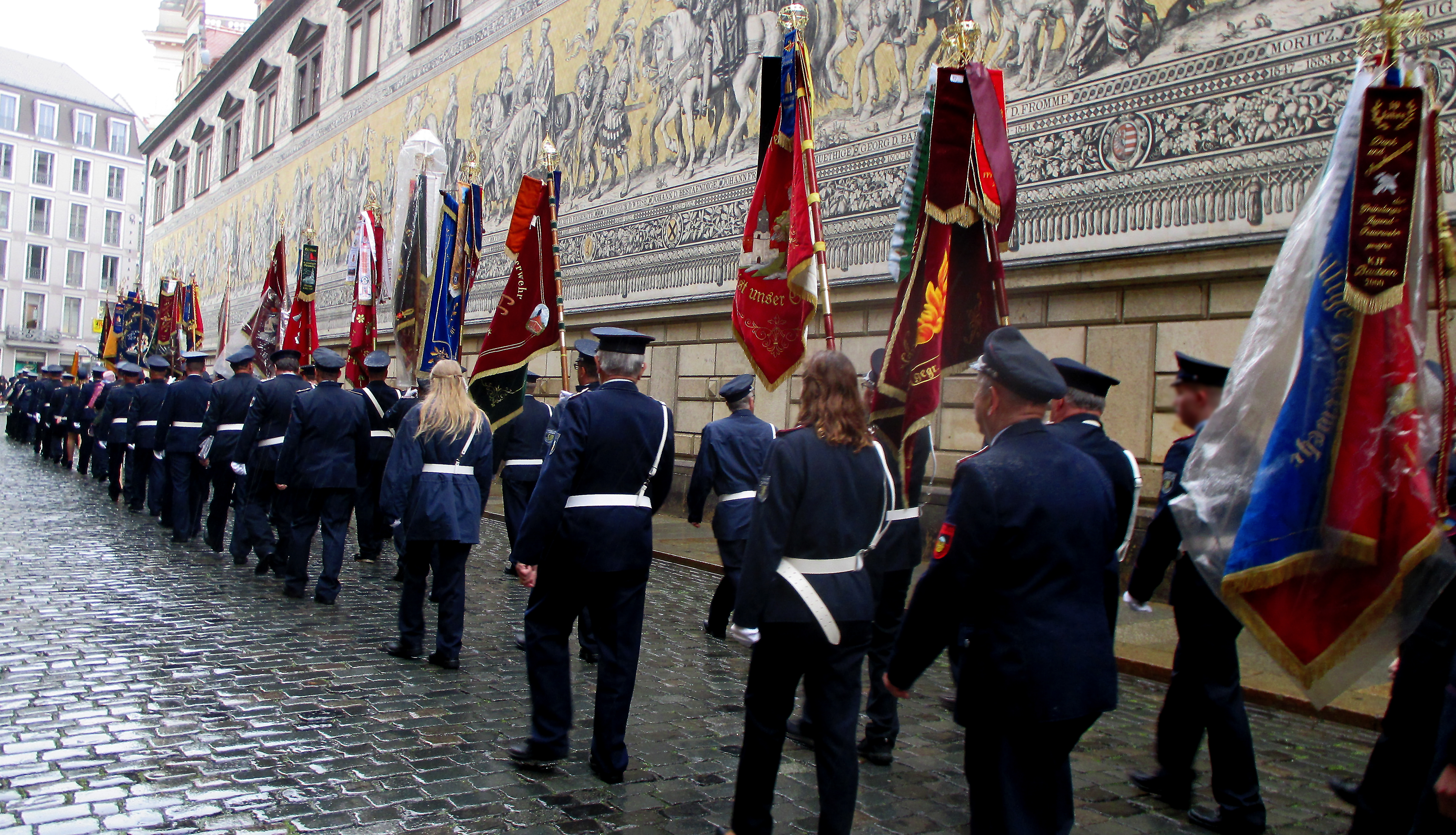
Öffentlicher Festumzug zum 7. Internationaler Florianstag

Der 7. Internationale Florianstag fand am 4. Mai 2019 in Dresden statt. Der öffentliche Festumzug der Feuerwehr begann nach einem Gottesdienst auf dem Altmarkt und endete am Stallhof des Dresdner Residenzschlosses. Gleichzeitig begann das Blaulichtfest auf dem Neumarkt mit vielen Vorführungen und Präsentation von Ausstellungsgegenständen der Feuerwehr, der Polizei und der Hilfsorganisationen.